# Resolución 1278 del Consejo de Seguridad de las Naciones Unidas
La resolución 1278 del Consejo de Seguridad de las Naciones Unidas, adoptada sin votación el 30 de noviembre de 1999, observando con pesar la renuncia del juez de la Corte Internacional de Justicia Stephen M. Schwebel que surtiría efecto el 29 de febrero de 2000, el Consejo decidió que en concordancia al Estatuto de la Corte las elecciones para llenar la vacante se efectuarían el 2 de marzo de 2000 en una sesión del Consejo de Seguridad y durante la quincuagésimo cuarta sesión de la Asamblea General.
Schwebel, un jurista estadounidense, fue un miembro de la Corte desde 1981, su vicepresidente entre 1994 y 1997, y su presidente desde 1997. Su período del cargo iba a terminar en febrero de 2006.